# Щилер
„Щилер“ (на немски: Stiller) е роман от швейцарския писател Макс Фриш (1911 – 1991), публикуван през 1954 г.
Един човек на име Анатол Лудвиг Щилер, скулптор по професия, претърпял неудача като интербригадист в Испания, се завръща в родната си Швейцария и сключва брак с балерината от цюрихския Градски театър, красивата Юлика. Семейният му живот, както и изкуството му се оказват също неудача и младият мъж потърсва разтуха в любовна авантюра със също тъй красивата Сибила, съпруга на преуспяващ юрист. Когато и тук претърпява неудача, Щилер напуска страната и избягва в Америка, където го очаква романтичен живот. След шест години той се завръща в Швейцария под фалшиво име и с подправен паспорт, но на границата бива разпознат и, заподозрян в шпионска афера, е изпратен в затвора за следствени. Там води записки, в които се мъчи да убеди съдебните власти, че не е Щилер. Но понеже и тук претърпява неудача, той се връща при съпругата си и художествените занимания и заживява мирно и тихо, спохождан сегиз-тогиз от единствения си приятел, своя прокурор, който по случайност се оказва и съпруг на бившата му любовница. Идилията би била пълна, ако накрая красивата Юлика, за съжаление, не умираше от туберкулоза. Тъй Щилер заживява сам със своето изкуство.
Това е претенциозно-баналният сюжет на романа. С него свършва историята и започва литературата. Защото, оказва се, Щилер действително не е човекът, когото швейцарската федерална полиция и вярната му съпруга търсят. Той е нещо друго, но какво – това предстои на читателя да открие, в случай, разбира се, че не се задоволи с голата история, а реши да проникне в увличащите дълбини, в сумрачните подмоли на литературата.
Човешката реалност
Какво представлява човекът: сборът от факти, достатъчни за написването на една автобиография? – обстоятелствата на неговия живот? – движението му в пространството и времето? – наименованията на селищата и страните, в които е пребивавал? – данните от паспорта, посочващи името (бащино и фамилно), датата и мястото на раждането, народността, семейното положение, броя на децата, броя на разводите, професията, вероизповеданието, адреса? А може би човекът е нещо безмълвно: неговите идеи, представи, мечти, фантазии, неговите прозрения и заблуди, възторзите и страданията му, копнежите и неудачите му, съгласието или несъгласието му със себе си и живота, страховете и надеждите му? Какво става, когато тези два свята се разединят и засъществуват всеки сам за себе си? Какви опасности носи тази „нравствена шизофрения“? Лечимо ли е разцеплението на човешката цялост? Постижима ли е идентичността? Това са част от въпросите, които романът поставя пред читателя, като го подтиква да им намери отговор. Защото универсално решение няма, както не съществуват и еднакви човешки съдби.
Така от забавно четиво „Щилер“ се превръща в нещо като образователен роман, следващ класическите образци на Гьотевия „Вилхелм Майстер“ и особено на „Зеленият Хайнрих“ на Готфрид Келер – творба, оказала решаващо влияние при оформянето на светогледа и художествените идеи на Макс Фриш. Но докато героите на тези романи се образоват и възпитават, лутайки се из света и преживявайки множество приключения, Щилер, подобно на Ханс Касторп от „Вълшебната планина“ на Томас Ман, изминава път не толкова във времето и пространството, колкото в дебрите на съзнанието и психиката. „Място на действието винаги е човешката душа!“ – така определя Макс Фриш спецификата на театъра, а това важи и за неговите белетристични творби.
Макс Фриш охотно нарича своите творби „модели“ и в този термин се отразяват две съществени страни на художествените му конструкции: най-напред експерименталният им характер, и на втора място – откъсването от случайните, еднозначни определения на живота, за да се разкрие неговият действителен, същностен смисъл.
Кой е Щилер?
„Има хора. които искат да излязат вън от себе си, да се измъкнат от своята човешка природа. Това е безумие; вместо да се превърнат в ангели, те се превръщат в зверове; вместо да се издигнат, те слизат надолу. Всички тези извънмерни стремления са ми внушавали същия ужас, както и недостижимите планински върхове.“ Тези мисли на Монтен характеризират с точни щрихи проблематиката на романа. Писателят представя героя си като чувствителен, слабоволев човек, неизградена личност. Както при Дон Жуан от комедията на Фриш „Дон Жуан или Любовта към геометрията“, мъжествеността на Щилер се движи близо до границите с женственото. За него тя не е нещо самопонятно, а по-скоро скъпоценно достояние, което той постоянно трябва да защитава: оттук и склонността му към радикализъм. Щилер е моралист, както повечето хора, които не приемат себе си. Той страда от класическия комплекс за малоценност поради прекомерни, неизпълними изисквания към личността си, а постоянното си чувство за вина смята за душевна дълбочина, едва ли не за религиозност. Щилер живее с неясни, но затова сладки надежди и му се нрави да оставя всичко в положение на неопределеност; той обича есента, здрача, меланхолията, неговата стихия е преходността. „Това са именно хората, които напразно губят времето си; те пренебрегват настоящето, пренебрегват това, което имат, за да слугуват на очакваното и се надяват на смътните и тщеславни мечти, които въображението им рисува“ – ще каже в едно от есетата си пак Монтен.
На жените Щилер лесно внушава чувството, че ги разбира. Той няма много приятели сред мъжете, понеже между тях изглежда сам на себе си мекушав и женствен. Но постоянният му страх, че е непълноценен човек, го кара да се бои и от жените. Той завладява повече, отколкото може да задържи, а когато партньорката му долови границите на неговите възможности, загубва всякаква смелост; той не е готов да бъде обичан такъв, какъвто е и поради това се държи пренебрежително към жената, която действително го обича, защото ако приеме сериозно любовта ѝ, ще трябва да приеме и самия себе си – а от подобно нещо той е твърде далеч! И накрая Монтен: „Най-зверската от нашите болести е болестта да презираш собственото си съществуване.“
Щилер се оказва типичен случай на индивид с „нещастно съзнание“; той е достигнал степента на разединение със себе си, когато според Сартр „човек не е това, което е, а е онова, което не е“. Той е духовен наследник на онези романтични „проблематични натури“, за които Гьоте казва, че не са дорасли за ситуацията, в която се намират, но се устремяват още по-напред.
При това Щилер е художник: тук романът се вмества в традицията на литературата, разглеждаща конфликта между твореца и обществото. Художествената сила на Щилер боледува не толкова от недостиг на талант, колкото от празния ход на една културна действителност, която му изглежда нелепа и безсъдържателна. Пред своя приятел, изпълнения с „ведро примирение“ архитект Вили Щурценегер, Щилер ще заяви: „Всичко онова, което тук ми действа на нервите, те наричат умереност; изобщо те разполагат с всевъзможни думички, с които засищат липсата си на каквото и да било величие... Но отказът от дръзновение, превърнал се в привичка, винаги е означавал в духовната област смърт – незабележима, лека, но неотвратима смърт... Смятам, че в атмосферата на днешна Швейцария има нещо безжизнено, нещо неодухотворено в този смисъл, в какъвто човек загубва винаги своята одухотвореност, когато престава да се стреми към съвършенство.“ Зад скулптора Щилер стои скуката на духа, който жадува за абсолютното, но се е убедил, че никога не ще може да го постигне.
Испанската гражданска война идва за Анатол Лудвиг Щилер и себеподобните му като избавление. Надъхан от романтични представи за комунизма, Щилер става интербригадист с надеждата да утвърди себе си в героични дела; на практика обаче той се стреми не към тържеството на живота, към едно ново бъдеще, а към бягство в смъртта. И, разбира се, претърпява поражение. Така той поема обратния път – а това ще прави винаги – към старото си съществование, но вече загубил своята цялост, своята идентичност. Щилер се изпълва с дълбоко чувство за човешка и творческа немощ. И, както става обикновено, подирва спасение в брака.
Самоубийство чрез брак
Като съпруг на „красивата Юлика“ Щилер ще се опита да възстанови изгубеното си самочувствие, да преодолее съсипващата го фрустрация, мрачното съзнание за безсилие и нищожност. От потиснат мечтател, витаещ в „царството на идеите“, той ще се преобрази – поне в собствените си очи – в надежден закрилник, нежен съпруг, широка душа. Но отчуждил се веднъж от своята същност, Щилер е загубил и способността за нормално, ведро общуване с другите. Още при първата си разходка с „крехката и плаха“ балерина той се разкрива като вътрешно разпокъсан, сломен в себе си човек. Единственото му убежище се оказва работата, но и тя му е някак чужда, изпълва го ту с въодушевление, ту с малодушие, защото се е превърнала в заместител на човешката близост, в бягство от живота, в някакъв възбудителен и опияняващ душата хашиш.
Щилер прави от брака си пробен камък, поставя си непосилната задача да вдъхне живот на една лишена от плам жена, на едно студено „морско животно“, което единствено на сцената, недосегаемо за „хорската натрапчивост“, разкрива нежната си красота, а щом прожекторите не го заливат с ярката си светлина, бързо става невзрачно същество без физиономия, чието единствено качество е разкошната коса. Щилер сам си поставя капан с този брак, сам попада в убийствената му клопка. Неуверен в себе си, той не се е оженил за някое „здраво и простовато момиче, което желае да го любят и само умее да люби“, а е подирил жена, нуждаеща се от грижите му, за да изглежда в собствените си очи силен и мъжествен, да се обкичи с лаврите на спасител. Неволно той се е поддал на онази „покана за невроза“, каквато представлява демоничният стих от Гьотевия „Фауст“. „Обичам онзи, що невъзможното жадува!“ Така бракът на Щилер се превръща в каторга, в безмилостна лешникотрошачка, в смешна война на издръжливост. Дори в сънищата си той се опитва да удуши малкото грациозно животинче, в каквото се превръща Юлика за него. Терзан от постоянни угризения на съвестта, Щилер се усеща в присъствието на своята „чудесна женичка“ като „мръсен, потен и смрадлив рибар, стиснал в прегръдките си кристална морска фея“.
В своя „Дневник 1966 – 1971“ Макс Фриш предлага една „анкета на съзнанието“, в която има следния въпрос: „Ако трябва да избирате между брак, който може да се нарече щастлив, и вдъхновение, интелигентност, призвание и прочее, които, например, застрашават брачното щастие, кое ще е по-важно за вас?“ Щилер е изправен именно пред този избор. В своето „брачно щастие“ той е изгубил не само остатъците от самоуважение и вяра в собствените възможности, но и своя художествен талант, проиграл е възможността да се сдобие със съдба. И той прави своя избор: решава да забрави съпругата си, както други – криминалното си минало...
Лицето и маската
Липсата на любов, на тази сила, „която движи слънцето и другите звезди“, по думите на Данте, изпълва човека по необходимост с нереални мечти, а те го отдалечават още повече от възможността да се осъществи на дело, да заживее „действителен живот“. Празният блян е равносилен на самоубийство. Животът не е сън и сънят не е живот! Защото всяко пробуждане – а то е неизбежно – отправя в бездната на отчаянието. За да не предизвиква отминаващото време „тих ужас“, не трябва да се отхвърля или удавя в мечти онова, което се полага на живота, „защото и смъртта, която се полага един ден всекиму, не може да се отхвърли, да се удави в мечти, да се отсрочи.“ Завърнал се от своето бягство в нереалността, Щилер прави жалък, безуспешен опит да свърже прекъснатата нишка на живота си, да започне, както винаги, отначало: „Трябва да полетя с увереността, че тъкмо пустотата ще ме подеме; следователно това ще бъде полет без крила, скок в нищожността, в един никога неживян живот, във вината за извършения пропуск, в пустотата като единствена моя действителност, която може да ме подеме.“
Щилер се срамува от съдбата си, не желае да бъде такъв, какъвто се е родил, ненавижда се дълбоко и вечно се стреми да смъкне наложената му от живота маска. Така той се изчерпва в „търсене на себе си“ и извършва престъпление към действителните си човешки възможности, а с това и към човечеството. Непостигнал никаква обществена или професионална значимост, Щилер стои безпомощен пред въпроса „Какво прави човек на тази земя?“, той сякаш е загубил сянката си като Петер Шлемил, героя на Шамисо, загубил е ролята си в този свят и поради това не постига пътя към себе си.
Копнеж по „нов живот“
Като епиграф към пиесата си „Биография-игра“ Макс Фриш поставя думите на Вершинин от Чеховите „Три сестри“: „Често си мисля какво би било, ако започнехме живота си отново, и то съзнателно? Ако единият живот, който вече е изживян, би бил, както се казва, чернова, а другият – белова! Тогава всеки от нас, мисля си, би се помъчил преди всичко да не повтаря сам себе си.“
Но дали в своя „нов живот“ човек ще има нова биография? Дали разместването на житейските факти означава, че сме се преобразили, че сме променили личността си? Дали това „бягство към себе си“ не е ново „бягство от себе си?“ И пак мъдрецът Монтен: „Абсолютно и почти божествено е умението да се проявиш в своята природна същност. Ние се стремим да бъдем нещо друго, не желаейки да вникнем в себе си, и излизаме извън естествените си граници, без да знаем на какво всъщност сме способни.“ Но в книгата си „Или-или“ датският философ Сьорен Киркегор твърди, че изборът на себе си е труден, понеже макар и да превръща индивида в индивидуалност, той го изолира от останалите хора, и все пак: само чрез избора, направен поради „страстта към свободата“, човек постига истинската си същност – а това е единственото му удовлетворение в този свят, едничкото му възможно щастие.
Съдбата на Щилер опровергава романтичната теза на Киркегор и доказва нейната несъстоятелност в „епохата на репродукцията“. Наистина той „избира свободата“ и отплава за Новия свят, но и това му бягство – подобно на всяко друго – приключва с обвеяно от меланхолична резигнация завръщане. Пожелал невъзможното, Щилер се проваля в реализирането на възможното.
В своя „Дневник 1946 – 1949“ Макс Фриш отбелязва: „Смятам задачата си като драматург изцяло за изпълнена, ако с една пиеса ми се удаде да поставя някой въпрос по такъв начин, че зрителят да не може повече да живее без отговор – без личен отговор, който той може да даде единствено чрез своя живот.“ Същата тази задача – да провокира читателя си към взимане на лични решения – моралистът Фриш възлага и на романа си „Щилер“.